# Бугрино (Калінінградська область)
Бугрино (рос. Бугрино) — селище Гур'євського міського округу, Калінінградської області Росії. Входить до складу Новомосковського сільського поселення.
Населення — 6 осіб (2015 рік).

## Населення
| 2002 | 2010 | 2011 |
| ---- | ---- | ---- |
| 3    | ↗68  | ↘6   |